# 阿爾特斯 (阿肯色州)
阿爾特斯（英語：Altus）是一個位於美國阿肯色州富蘭克林縣的城市。

## 地理
阿爾特斯的座標為35°27′17″N 93°46′19″W / 35.45472°N 93.77194°W，而該地的平均海拔高度為165米（即541英尺）。

## 人口
根據2020年美國人口普查的數據，阿爾特斯的面積為4.90平方千米，皆為陸地。當地共有人口665人，而人口密度為每平方千米135人。